# Piotr Łukasiak
Piotr Marcin Łukasiak – polski inżynier informatyk i bioinformatyk, profesor uczelni na Wydziale Informatyki i Telekomunikacji Politechniki Poznańskiej oraz Instytutu Chemii Bioorganicznej PAN, gdzie pracuje w Zakładzie Bioinformatyki.

## Życiorys
Rozprawę doktorską pt. Algorytmiczne aspekty przewidywania drugorzędowych struktur białek, wykonaną pod kierunkiem prof. Jacka Błażewicza, obronił w 2004 r. na Wydziale Informatyki i Zarządzania PP. W 2019 r. Rada Dyscypliny Informatyka Techniczna i Telekomunikacja Politechniki Poznańskiej nadała mu stopień doktora habilitowanego nauk technicznych na podstawie osiągnięcia pt. Wybrane zagadnienia badań operacyjnych w bioinformatyce strukturalnej.